# کارولین ماملوند
کارولین ماملوند (نروژی: Karoline Mamelund؛ زادهٔ ۲۴ ژوئیهٔ ۱۹۸۷) بازیکن هندبال اهل نروژ است.